# Deutsche Fußballmeisterschaft 1939/40
Die 33. deutsche Meisterschaftssaison 1939/40 war die erste Fußball-Kriegsmeisterschaft.

## Geschichte
Bedingt durch den Beginn des Zweiten Weltkrieges am 1. September 1939 unterband Reichssportführer Hans von Tschammer und Osten zunächst sämtlichen Spielbetrieb im deutschen Sport. Nachdem sich das öffentliche Leben jedoch schnell normalisierte, wurde das Wettkampfverbot schrittweise wieder gelockert. Im Fußball wurden zunächst Freundschaftsspiele ausgetragen, und die unteren Fußballklassen begannen mit ihren Meisterschaftsrunden. Am 10. Oktober 1939 meldeten bis auf den Gau Ostpreußen alle Fußballgaue die Wiederaufnahme des geregelten Spielbetriebes unterhalb der Gauligen. Daraufhin setzte von Tschammer und Osten am 24. Oktober 1939 den Beginn der Gauligaspiele zum ersten Dezember-Wochenende fest. Aufgrund von Treibstoffmangel und Transportproblemen wurden in den meisten Gauligen beschlossen, in zwei – in der Gauliga Baden sogar in fünf Staffeln – spielen zu lassen. Für die Endrunde wurde der bisherige Modus beibehalten, sie begann offiziell am 12. Mai 1940. Da jedoch wegen des strengen Winters in mehreren Gauen der Spielbetrieb längere Zeit unterbrochen war, konnten einige Gaumeister erst verspätet in die Endrunden-Gruppenspiele eingreifen.
Erster Kriegsmeister wurde der FC Schalke 04, der damit zum 5. Mal deutscher Meister wurde. Im Finale trafen die Gelsenkirchener auf den amtierenden Pokalsieger Dresdner SC, der damit als erste mitteldeutsche Mannschaft seit dem VfB Leipzig im Jahre 1914 das Endspiel erreichte.

## Teilnehmer an der Endrunde
| Verein                             | Qualifiziert als                                   |
| VfB Königsberg                     | Meister der Sportbereichsklasse Ostpreußen         |
| VfL Stettin                        | Meister der Sportbereichsklasse Pommern            |
| SC Union Oberschöneweide           | Meister der Sportbereichsklasse Berlin-Brandenburg |
| Vorwärts-Rasensport Gleiwitz       | Meister der Sportbereichsklasse Schlesien          |
| Dresdner SC                        | Meister der Sportbereichsklasse Sachsen            |
| 1. SV Jena                         | Meister der Sportbereichsklasse Mitte              |
| Eimsbütteler TV                    | Meister der Sportbereichsklasse Nordmark           |
| VfL Osnabrück                      | Meister der Sportbereichsklasse Niedersachsen      |
| FC Schalke 04                      | Meister der Sportbereichsklasse Westfalen          |
| Fortuna Düsseldorf                 | Meister der Sportbereichsklasse Niederrhein        |
| Mülheimer SV 06                    | Meister der Sportbereichsklasse Mittelrhein        |
| CSC 03 Kassel                      | Meister der Sportbereichsklasse Hessen             |
| Kickers Offenbach                  | Meister der Sportbereichsklasse Südwest            |
| SV Waldhof 07                      | Meister der Sportbereichsklasse Baden              |
| Stuttgarter Kickers                | Meister der Sportbereichsklasse Württemberg        |
| 1. FC Nürnberg                     | Meister der Sportbereichsklasse Bayern             |
| Nationalsozialistische TG Graslitz | Meister der Sportbereichsklasse Sudetenland        |
| SK Rapid Wien                      | Meister der Sportbereichsklasse Ostmark            |

## Gruppenspiele

### Gruppe 1

#### Gruppe 1a
| Pl. | Verein                | Sp. | S | U | N | Tore    | Quote | Punkte |
| --- | --------------------- | --- | - | - | - | ------- | ----- | ------ |
| 1.  | Union Oberschöneweide | 4   | 3 | 0 | 1 | 013:800 | 1,63  | 06:20  |
| 2.  | VfB Königsberg        | 4   | 3 | 0 | 1 | 013:100 | 1,30  | 06:20  |
| 3.  | VfL Stettin           | 4   | 0 | 0 | 4 | 005:130 | 0,38  | 0:80   |

| Datum         |                       | Ergebnis  | !Stadion                                                 |
| ------------- | --------------------- | --------- | -------------------------------------------------------- |
| 12. Mai 1940  | Union Oberschöneweide | 6:3 (2:2) | VfB Königsberg \|Berlin, Olympiastadion                  |
| 19. Mai 1940  | VfL Stettin           | 1:3 (0:2) | Union Oberschöneweide \|Stettin, Preußen-Stadion         |
| 26. Mai 1940  | VfB Königsberg        | 5:2 (3:1) | VfL Stettin \|Königsberg, Horst-Wessel-Stadion           |
| 02. Juni 1940 | Union Oberschöneweide | 3:1 (0:1) | VfL Stettin \|Berlin, Stadion am Gesundbrunnen           |
| 09. Juni 1940 | VfB Königsberg        | 3:1 (0:1) | Union Oberschöneweide \|Königsberg, Horst-Wessel Stadion |
| 16. Juni 1940 | VfL Stettin           | 1:2 (0:1) | VfB Königsberg \|Stettin, Preußen-Stadion                |

- Das Stadion am Friedländer Torplatz in Königsberg hieß zu dieser Zeit : Horst-Wessel-Stadion .

(Quelle : Kicker Nr. 25 vom 11.6.40 , Seite 24)

#### Gruppe 1b
| Pl. | Verein                  | Sp. | S | U | N | Tore    | Quote | Punkte |
| --- | ----------------------- | --- | - | - | - | ------- | ----- | ------ |
| 1.  | SK Rapid Wien           | 4   | 3 | 1 | 0 | 019:400 | 4,75  | 07:10  |
| 2.  | Vorwärts RaSpo Gleiwitz | 4   | 1 | 2 | 1 | 011:110 | 1,00  | 04:40  |
| 3.  | NSTG Graslitz           | 4   | 0 | 1 | 3 | 007:220 | 0,32  | 01:70  |

| Datum         |                         | Ergebnis  | !Stadion                                                     |
| ------------- | ----------------------- | --------- | ------------------------------------------------------------ |
| 05. Mai 1940  | Vorwärts RaSpo Gleiwitz | 4:2 (3:1) | NSTG Graslitz \|Gleiwitz, Jahnstadion                        |
| 12. Mai 1940  | SK Rapid Wien           | 7:0 (3:0) | NSTG Graslitz \|Wien, Pfarrwiese                             |
| 19. Mai 1940  | SK Rapid Wien           | 3:1 (1:1) | Vorwärts RaSpo Gleiwitz \|Wien, Praterstadion                |
| 26. Mai 1940  | NSTG Graslitz           | 1:7 (0:3) | SK Rapid Wien \|Graslitz, Unter-Graslitz                     |
| 02. Juni 1940 | Vorwärts RaSpo Gleiwitz | 2:2 (0:1) | SK Rapid Wien \|Bismarckhütte, Tschammer und Osten Kampfbahn |
| 09. Juni 1940 | NSTG Graslitz           | 4:4 (2:2) | Vorwärts RaSpo Gleiwitz \|Graslitz, Unter-Graslitz           |

- Das Spiel Gleiwitz : Wien fand im Ort Bismarkshütte statt , Das Stadion hieß Tschammer und Osten Kampfbahn.

(Quelle : Kicker Nr. 23 vom 4.Juni 1940 , Seite 5)

#### Gruppenfinale
| Datum         |                       | Ergebnis  | !Stadion                                    |
| ------------- | --------------------- | --------- | ------------------------------------------- |
| 23. Juni 1940 | SK Rapid Wien         | 3:2 (1:2) | Union Oberschöneweide \|Wien, Praterstadion |
| 30. Juni 1940 | Union Oberschöneweide | 1:3 (1:1) | SK Rapid Wien \|Berlin, Olympiastadion      |
| Gesamt:       | SK Rapid Wien         | 6:3       | Union Oberschöneweide \|\|                  |

### Gruppe 2
| Pl. | Verein          | Sp. | S | U | N | Tore    | Quote | Punkte |
| --- | --------------- | --- | - | - | - | ------- | ----- | ------ |
| 1.  | Dresdner SC     | 6   | 4 | 2 | 0 | 009:000 | ∞     | 10:20  |
| 2.  | Eimsbütteler TV | 6   | 3 | 1 | 2 | 010:100 | 1,00  | 07:50  |
| 3.  | VfL Osnabrück   | 6   | 1 | 2 | 3 | 011:140 | 0,79  | 04:80  |
| 4.  | 1. SV Jena      | 6   | 1 | 1 | 4 | 007:130 | 0,54  | 03:90  |

| Datum         |                 | Ergebnis  | !Stadion                                          |
| ------------- | --------------- | --------- | ------------------------------------------------- |
| 12. Mai 1940  | VfL Osnabrück   | 5:2 (2:0) | 1. SV Jena \|Osnabrück, Bremer Brücke             |
| 19. Mai 1940  | Eimsbütteler TV | 3:1 (2:1) | VfL Osnabrück \|Hamburg, Rothenbaum-Stadion       |
| 19. Mai 1940  | 1. SV Jena      | 0:2 (0:0) | Dresdner SC \|Jena, Ernst-Abbe-Sportfeld          |
| 26. Mai 1940  | Eimsbütteler TV | 0:1 (0:0) | 1. SV Jena \|Hamburg, ETV-Platz                   |
| 26. Mai 1940  | Dresdner SC     | 3:0 (0:0) | VfL Osnabrück \|Dresden, Stadion am Ostragehege   |
| 02. Juni 1940 | 1. SV Jena      | 2:2 (0:1) | VfL Osnabrück \|Halle (Saale), Stadion am Zoo     |
| 02. Juni 1940 | Dresdner SC     | 0:0       | Eimsbütteler TV \|Dresden, Stadion am Ostragehege |
| 09. Juni 1940 | VfL Osnabrück   | 0:0       | Dresdner SC \|Hannover, Radrennbahn am Pferdeturm |
| 09. Juni 1940 | 1. SV Jena      | 2:3 (1:2) | Eimsbütteler TV \|Jena, Ernst-Abbe-Sportfeld      |
| 16. Juni 1940 | Dresdner SC     | 1:0 (0:0) | 1. SV Jena \|Dresden, Stadion am Ostragehege      |
| 19. Juni 1940 | VfL Osnabrück   | 3:4 (1:1) | Eimsbütteler TV \|Osnabrück, Bremer Brücke        |
| 23. Juni 1940 | Eimsbütteler TV | 0:3 (0:0) | Dresdner SC \|Hamburg, Stadion Hoheluft           |

### Gruppe 3
| Pl. | Verein             | Sp. | S | U | N | Tore    | Quote | Punkte |
| --- | ------------------ | --- | - | - | - | ------- | ----- | ------ |
| 1.  | FC Schalke 04      | 6   | 4 | 2 | 0 | 035:500 | 7,00  | 10:20  |
| 2.  | Fortuna Düsseldorf | 6   | 3 | 2 | 1 | 021:400 | 5,25  | 08:40  |
| 3.  | Mülheimer SV 06    | 6   | 2 | 0 | 4 | 014:290 | 0,48  | 04:80  |
| 4.  | CSC 03 Kassel      | 6   | 1 | 0 | 5 | 010:420 | 0,24  | 02:10  |

| Datum          |                    | Ergebnis    | !Stadion                                                      |
| -------------- | ------------------ | ----------- | ------------------------------------------------------------- |
| 21. April 1940 | FC Schalke 04      | 5:0 (2:0)   | Mülheimer SV 06 \|Bochum, Stadion an der Castroper Straße     |
| 21. April 1940 | Fortuna Düsseldorf | 7:0 (3:0)   | CSC 03 Kassel \|Düsseldorf, Flinger Broich                    |
| 28. April 1940 | Mülheimer SV 06    | 2:1 (1:1)   | Fortuna Düsseldorf \|Köln, Müngersdorfer Stadion              |
| 28. April 1940 | CSC 03 Kassel      | 2:5 (2:3)   | FC Schalke 04 \|Kassel, Kurhessenplatz                        |
| 19. Mai 1940   | CSC 03 Kassel      | 0:5 (0:2)   | Fortuna Düsseldorf \|Kassel, Stadion an der Nürnberger Straße |
| 26. Mai 1940   | CSC 03 Kassel      | 3:5 (2:3)   | Mülheimer SV 06 \|Kassel, Stadion an der Nürnberger Straße    |
| 09. Juni 1940  | FC Schalke 04      | 0:0         | Fortuna Düsseldorf \|Leipzig, Probstheidaer Stadion           |
| 09. Juni 1940  | Mülheimer SV 06    | 4:5 (2:2)   | CSC 03 Kassel \|Fulda, Stadion Johannisau                     |
| 16. Juni 1940  | FC Schalke 04      | 16:0 (8:0)0 | CSC 03 Kassel \|Gelsenkirchen, Glückauf-Kampfbahn             |
| 16. Juni 1940  | Fortuna Düsseldorf | 7:1 (3:1)   | Mülheimer SV 06 \|Wuppertal, Stadion am Zoo                   |
| 30. Juni 1940  | Fortuna Düsseldorf | 1:1 (1:0)   | FC Schalke 04 \|Berlin, Olympiastadion                        |
| 07. Juli 1940  | Mülheimer SV 06    | 2:8 (1:2)   | FC Schalke 04 \|Erfurt, Mitteldeutsche Kampfbahn              |

- Das Spiel CSC 03 Kassel : Schalke 04 fand vor 20.000 Zuschauern auf dem Platz von Kurhessen Kassel statt.

(Quelle : Kicker Nr. 18 vom 30.4.40 , Seite 13)

### Gruppe 4
| Pl. | Verein              | Sp. | S | U | N | Tore    | Quote | Punkte |
| --- | ------------------- | --- | - | - | - | ------- | ----- | ------ |
| 1.  | SV Waldhof 07       | 6   | 3 | 2 | 1 | 014:500 | 2,80  | 08:40  |
| 2.  | 1. FC Nürnberg      | 6   | 2 | 2 | 2 | 010:400 | 2,50  | 06:60  |
| 3.  | Stuttgarter Kickers | 6   | 3 | 0 | 3 | 009:900 | 1,00  | 06:60  |
| 4.  | Kickers Offenbach   | 6   | 2 | 0 | 4 | 003:180 | 0,17  | 04:80  |

| Datum         |                     | Ergebnis  | !Stadion                                                |
| ------------- | ------------------- | --------- | ------------------------------------------------------- |
| 12. Mai 1940  | Stuttgarter Kickers | 1:0 (1:0) | SV Waldhof 07 \|Stuttgart, Adolf-Hitler-Kampfbahn       |
| 19. Mai 1940  | Stuttgarter Kickers | 4:0 (2:0) | Kickers Offenbach \|Stuttgart, Kickers-Platz            |
| 26. Mai 1940  | 1. FC Nürnberg      | 0:0       | SV Waldhof 07 \|Nürnberg, Städtisches Stadion           |
| 02. Juni 1940 | Kickers Offenbach   | 1:2 (1:1) | SV Waldhof 07 \|Frankfurt, Riederwaldstadion            |
| 02. Juni 1940 | 1. FC Nürnberg      | 1:0 (0:0) | Stuttgarter Kickers \|Nürnberg, Städtisches Stadion     |
| 09. Juni 1940 | Kickers Offenbach   | 1:0 (0:0) | 1. FC Nürnberg \|Frankfurt, Waldstadion                 |
| 09. Juni 1940 | SV Waldhof 07       | 7:2 (2:0) | Stuttgarter Kickers \|Mannheim, Platz an den Brauereien |
| 16. Juni 1940 | Kickers Offenbach   | 1:0 (1:0) | Stuttgarter Kickers \|Offenbach am Main, Bieberer Berg  |
| 16. Juni 1940 | SV Waldhof 07       | 1:1 (0:0) | 1. FC Nürnberg \|Mannheim, Platz an den Brauereien      |
| 23. Juni 1940 | 1. FC Nürnberg      | 8:0 (3:0) | Kickers Offenbach \|Nürnberg, Städtisches Stadion       |
| 30. Juni 1940 | SV Waldhof 07       | 4:0 (1:0) | Kickers Offenbach \|Mannheim, Stadion                   |
| 30. Juni 1940 | Stuttgarter Kickers | 2:0 (2:0) | 1. FC Nürnberg \|Stuttgart, Adolf-Hitler-Kampfbahn      |

- Das Spiel Stuttgart : Nürnberg fand in der Adolf-Hitler Kampfbahn vor 13.000 Z.statt .

(Quelle : Kicker Nr. 27 vom 2.7.40 , Seite 9)

## Halbfinale
| Datum         |               | Ergebnis             | !Stadion                                          |
| ------------- | ------------- | -------------------- | ------------------------------------------------- |
| 14. Juli 1940 | FC Schalke 04 | 3:1 (2:1)            | SV Waldhof 07 \|Stuttgart, Adolf-Hitler-Kampfbahn |
| 14. Juli 1940 | SK Rapid Wien | 1:2 n. V. (1:1, 1:0) | Dresdner SC \|Wien, Praterstadion                 |

## Spiel um Platz 3
| SV Waldhof 07                                     | SV Waldhof 07 | SK Rapid Wien | SK Rapid Wien |
| ------------------------------------------------- | --- | --- | ------------- |
| SV Waldhof 07                                     | \| Sonntag, 21. Juli 1940 in Berlin (Olympiastadion) \| \| Ergebnis: 4:4 n. V. (2:4, 4:4) \| \| Zuschauer: 90.000 \| \| Schiedsrichter: Reganzerowski (Danzig) \|                             | \| Sonntag, 21. Juli 1940 in Berlin (Olympiastadion) \| \| Ergebnis: 4:4 n. V. (2:4, 4:4) \| \| Zuschauer: 90.000 \| \| Schiedsrichter: Reganzerowski (Danzig) \|                                 | SK Rapid Wien |
| SV Waldhof 07                                     | Hubert Fischer – Helmut Schneider, Georg Siegel – Franz Sättele, Werner Bauder, Karl Ramge – Hans Eberhardt, Reinhold Fanz, Josef Erb, Ludwig Günderoth, Erich Grab Cheftrainer: Fritz Ruchay | Rudolf Raftl – Stefan Wagner, Heribert Sperner – Hans Pesser, Georg Schors, Stefan Skoumal – Wilhelm Fitz, Binder, Hermann Dvoracek, Matthias Kaburek, Franz Kaspirek Cheftrainer: Leopold Nitsch | SK Rapid Wien |
| SV Waldhof 07                                     | 1:1 Grab (10.) 2:3 Eberhardt (38.) 3:4 Sättle 4:4 Erb (67.) | 0:1 Dvoracek (4.) 1:2 Dvoracek (16.) 1:3 Schors (31.) 2:4 Fitz (44.) | SK Rapid Wien |
| SV Waldhof 07                                     | Platzverweis: Skoumal | | SK Rapid Wien |
| Sonntag, 21. Juli 1940 in Berlin (Olympiastadion) | | |               |
| Ergebnis: 4:4 n. V. (2:4, 4:4)                    | | |               |
| Zuschauer: 90.000                                 | | |               |
| Schiedsrichter: Reganzerowski (Danzig)            | | |               |

Die Partie wurde als Vorspiel zum Meisterschaftsendspiel ausgetragen, fand aber keinen Sieger und erforderte somit ein Wiederholungsspiel. Als Endspielort wurde dabei nach Schlusspfiff Wien ausgelost. Skoumal stieß kurz vor Ende der Verlängerung mit einem Gegenspieler zusammen, woraufhin der Danziger Schiedsrichter Reganzerowski ihn des Feldes verwies.

### Wiederholungsspiel
| SK Rapid Wien                                  | SK Rapid Wien | SV Waldhof 07 | SV Waldhof 07 |
| ---------------------------------------------- | --- | --- | ------------- |
| SK Rapid Wien                                  | \| Sonntag, 28. Juli 1940 in Wien (Praterstadion) \| \| Ergebnis: 5:2 (4:1) \| \| Zuschauer: 20.000 \| \| Schiedsrichter: Ernst Sackenreuther (Nürnberg) \|                                    | \| Sonntag, 28. Juli 1940 in Wien (Praterstadion) \| \| Ergebnis: 5:2 (4:1) \| \| Zuschauer: 20.000 \| \| Schiedsrichter: Ernst Sackenreuther (Nürnberg) \|                                    | SV Waldhof 07 |
| SK Rapid Wien                                  | Rudolf Raftl – Stefan Wagner, Heribert Sperner – Franz Wagner, Hans Hofstätter, Stefan Skoumal – Wilhelm Fitz, Georg Schors, Binder, Hermann Dvoracek, Hans Pesser Cheftrainer: Leopold Nitsch | Hubert Fischer – Helmut Schneider, Georg Siegel – Ernst Heermann, Werner Bauder, Karl Ramge – Hans Eberhardt, Reinhold Fanz, Josef Erb, Ludwig Günderoth, Erich Grab Cheftrainer: Fritz Ruchay | SV Waldhof 07 |
| SK Rapid Wien                                  | 1:0 Pesser (17.) 2:0 Pesser (23.) 3:1 Pesser (32.) 4:1 Dvoracek (43.) 5:1 Schors (55.) | 2:1 Grab (26.) 5:2 Grab (79.) | SV Waldhof 07 |
| Sonntag, 28. Juli 1940 in Wien (Praterstadion) | | |               |
| Ergebnis: 5:2 (4:1)                            | | |               |
| Zuschauer: 20.000                              | | |               |
| Schiedsrichter: Ernst Sackenreuther (Nürnberg) | | |               |

Die Mannschaft von Rapid stand nahezu unverändert im kommenden Jahr im Meisterschaftsfinale, einzig Hofstätter wurde durch Leopold Gernhardt beim Meisterschaftsgewinn ersetzt.

## Finale
| FC Schalke 04 | FC Schalke 04 | Dresdner SC | Dresdner SC |
| --- | --- | --- | ----------- |
| FC Schalke 04 | \| Sonntag, 21. Juli 1940 in Berlin (Olympiastadion) \| \| Ergebnis: 1:0 (1:0) \| \| Zuschauer: 95.000 \| \| Schiedsrichter: Gustav Stark (München) 00000Spielbericht Der knappe Sieg der Westdeutschen wurde deren deutlicher Überlegenheit nicht gerecht. Die so genannte dritte Generation der Schalker mit den jungen Nachwuchsspielern Herbert Burdenski, Willi Schuh und Bernhard Füller dominierte das Spiel über die vollen 90 Minuten. Bereits in den ersten Spielminuten erarbeiteten sich die Schalker Stürmer zahlreiche Torchancen, scheiterten zunächst aber noch am Dresdner Torwart Willibald Kreß. In der Gegenrichtung waren die DSC-Angreifer bei der gegnerischen Abwehr in sicheren Händen, die von Routinier Hans Bornemann umsichtig organisiert wurde. Dresdens gefährlichster Stürmer Helmut Schön wurde bereits im Mittelfeld von Ötte Tibulsky abgefangen. Lediglich Heinz Köpping stellte Schalke-Torwart Hans Klodt einmal auf die Probe. In der 27. Minute führte Schalkes Dominanz zum Erfolg. Mittelstürmer Ernst Kalwitzki nahm einen Pass von Ernst Kuzorra auf und überwand Kreß mit einem trockenen Schuss in die rechte untere Torecke. Danach verflachte das Spiel, Schalke steckte zurück, und dem ideenlosen DSC gelang es nicht, selbst das Spiel zu gestalten. Nach der Pause vergab der Schalker Hermann Eppenhoff die große Chance zum 2:0, als er völlig freistehend den Dresdner Torwart anschoss. Anschließend brillierten die Westdeutschen mit zahlreichen Kabinettstücken, die zwar das Publikum begeisterten, aber nicht zu weiteren Torerfolgen führten. Völlig unverständlich angesichts des knappen Spielstandes zog sich der Dresdner SC im Laufe der Begegnung immer mehr in die eigene Hälfte zurück, anstatt dem Spiel noch eine Wende zu geben. Am Ende stand Schalke 04 als verdienter Sieger da. \| | \| Sonntag, 21. Juli 1940 in Berlin (Olympiastadion) \| \| Ergebnis: 1:0 (1:0) \| \| Zuschauer: 95.000 \| \| Schiedsrichter: Gustav Stark (München) 00000Spielbericht Der knappe Sieg der Westdeutschen wurde deren deutlicher Überlegenheit nicht gerecht. Die so genannte dritte Generation der Schalker mit den jungen Nachwuchsspielern Herbert Burdenski, Willi Schuh und Bernhard Füller dominierte das Spiel über die vollen 90 Minuten. Bereits in den ersten Spielminuten erarbeiteten sich die Schalker Stürmer zahlreiche Torchancen, scheiterten zunächst aber noch am Dresdner Torwart Willibald Kreß. In der Gegenrichtung waren die DSC-Angreifer bei der gegnerischen Abwehr in sicheren Händen, die von Routinier Hans Bornemann umsichtig organisiert wurde. Dresdens gefährlichster Stürmer Helmut Schön wurde bereits im Mittelfeld von Ötte Tibulsky abgefangen. Lediglich Heinz Köpping stellte Schalke-Torwart Hans Klodt einmal auf die Probe. In der 27. Minute führte Schalkes Dominanz zum Erfolg. Mittelstürmer Ernst Kalwitzki nahm einen Pass von Ernst Kuzorra auf und überwand Kreß mit einem trockenen Schuss in die rechte untere Torecke. Danach verflachte das Spiel, Schalke steckte zurück, und dem ideenlosen DSC gelang es nicht, selbst das Spiel zu gestalten. Nach der Pause vergab der Schalker Hermann Eppenhoff die große Chance zum 2:0, als er völlig freistehend den Dresdner Torwart anschoss. Anschließend brillierten die Westdeutschen mit zahlreichen Kabinettstücken, die zwar das Publikum begeisterten, aber nicht zu weiteren Torerfolgen führten. Völlig unverständlich angesichts des knappen Spielstandes zog sich der Dresdner SC im Laufe der Begegnung immer mehr in die eigene Hälfte zurück, anstatt dem Spiel noch eine Wende zu geben. Am Ende stand Schalke 04 als verdienter Sieger da. \| | Dresdner SC |
| FC Schalke 04 | Hans Klodt – Hans Bornemann, Heinz Hinz – Bernhard Füller, Otto Tibulsky, Herbert Burdenski – Hermann Eppenhoff, Fritz Szepan, Ernst Kalwitzki, Ernst Kuzorra, Willi Schuh Cheftrainer: Otto Faist | Willibald Kreß – Herbert Pohl, Heinz Hempel – Strauch, Walter Dzur, Helmut Schubert – Emanuel Boczek, Heinrich Schaffer, Helmut Schön, Heinz Köpping, Richard Hofmann Cheftrainer: Georg Köhler | Dresdner SC |
| FC Schalke 04 | 1:0 Kalwitzki (27.) | | Dresdner SC |
| Sonntag, 21. Juli 1940 in Berlin (Olympiastadion) | | |             |
| Ergebnis: 1:0 (1:0) | | |             |
| Zuschauer: 95.000 | | |             |
| Schiedsrichter: Gustav Stark (München) 00000Spielbericht Der knappe Sieg der Westdeutschen wurde deren deutlicher Überlegenheit nicht gerecht. Die so genannte dritte Generation der Schalker mit den jungen Nachwuchsspielern Herbert Burdenski, Willi Schuh und Bernhard Füller dominierte das Spiel über die vollen 90 Minuten. Bereits in den ersten Spielminuten erarbeiteten sich die Schalker Stürmer zahlreiche Torchancen, scheiterten zunächst aber noch am Dresdner Torwart Willibald Kreß. In der Gegenrichtung waren die DSC-Angreifer bei der gegnerischen Abwehr in sicheren Händen, die von Routinier Hans Bornemann umsichtig organisiert wurde. Dresdens gefährlichster Stürmer Helmut Schön wurde bereits im Mittelfeld von Ötte Tibulsky abgefangen. Lediglich Heinz Köpping stellte Schalke-Torwart Hans Klodt einmal auf die Probe. In der 27. Minute führte Schalkes Dominanz zum Erfolg. Mittelstürmer Ernst Kalwitzki nahm einen Pass von Ernst Kuzorra auf und überwand Kreß mit einem trockenen Schuss in die rechte untere Torecke. Danach verflachte das Spiel, Schalke steckte zurück, und dem ideenlosen DSC gelang es nicht, selbst das Spiel zu gestalten. Nach der Pause vergab der Schalker Hermann Eppenhoff die große Chance zum 2:0, als er völlig freistehend den Dresdner Torwart anschoss. Anschließend brillierten die Westdeutschen mit zahlreichen Kabinettstücken, die zwar das Publikum begeisterten, aber nicht zu weiteren Torerfolgen führten. Völlig unverständlich angesichts des knappen Spielstandes zog sich der Dresdner SC im Laufe der Begegnung immer mehr in die eigene Hälfte zurück, anstatt dem Spiel noch eine Wende zu geben. Am Ende stand Schalke 04 als verdienter Sieger da. | | |             |